# Opel RAK.1

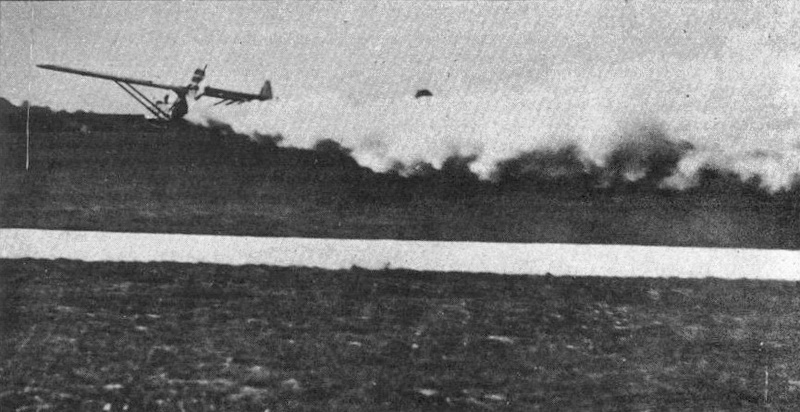
Opel RAK.1, primeiro voo público do mundo de uma aeronave movida a foguete
em 30 de setembro de 1929.

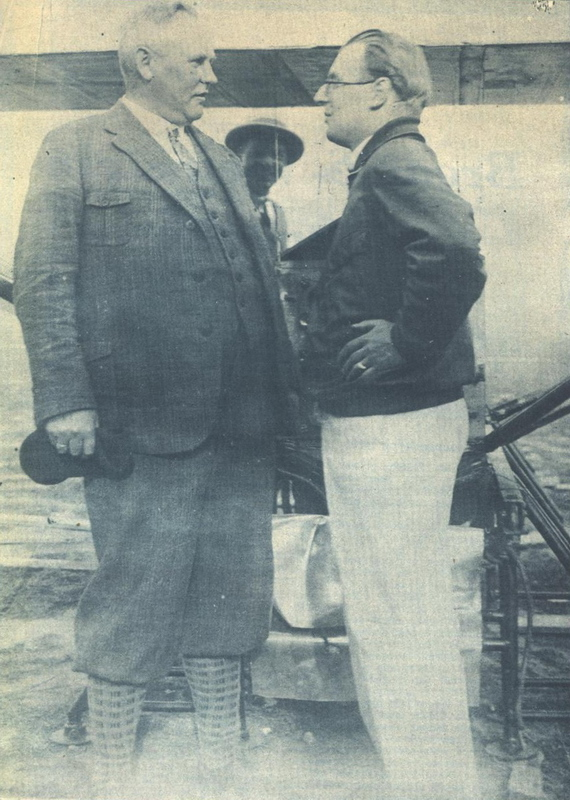
Friedrich Sander (esquerda) e Fritz von Opel
a frente do Opel RAK.1.

O Opel RAK.1 (também conhecido como Opel RAK.3) foi o primeiro avião movido a foguete do mundo. Foi projetado e construído por Julius Hatry sob encomenda de Fritz von Opel, que o voou em 30 de setembro de 1929 na frente de uma grande multidão no aeroporto de Rebstock perto de Frankfurt am Main. O avião RAK.1 fazia parte de uma série de veículos movidos a foguetes que foram desenvolvidos e demonstrados dentro do programa Opel-RAK, o primeiro programa de foguetes de grande escala do mundo.
A ideia de construir e pilotar um carro movido a foguete como um passo intermediário para realizar a aviação movida a foguete e até mesmo o vôo espacial foi sugerida a von Opel por Max Valier. Após a Primeira Guerra Mundial, Valier ficou muito interessado em foguetes. Valier, em 1927, foi um dos co-fundadores da alemã Verein für Raumschiffahrt, ou “Sociedade do Voo Espacial”, um grupo de cientistas altamente influentes que viria a desempenhar um papel importante em tornar realidade o voo espacial de foguetes. Como um dos primeiros defensores dos voos espaciais, Valier estava mais interessado em divulgar foguetes do que em comercializar automóveis Opel, mas chegou à conclusão de que construir um carro movido a foguete de sucesso alcançaria ambos os objetivos. Von Opel confirmou seu interesse em concretizar a proposta de Valier. Em nome de von Opel, Valier finalmente contatou Friedrich Wilhelm Sander, um engenheiro pirotécnico alemão que, em 1923, comprou a H.G. Cordes, uma empresa de Bremerhaven famosa por sua fabricação de foguetes de pólvora negra usados principalmente para arpões, dispositivos de sinalização e dispositivos semelhantes. Opel, Sander e Valier uniram forças e combinaram em uma entidade o financiamento, o conhecimento teórico e a capacidade prática necessária para o sucesso. Além disso, von Opel, Valier e Sander disseram desde o início que seus experimentos com carros eram apenas um prelúdio para experimentos maiores com aeronaves e espaçonaves: eles concordaram com o objetivo final da Opel RAK de trabalhar em aeronaves movidas a foguete ao mesmo tempo. tempo eles estavam construindo seus famosos carros-foguete, como pré-condição para a aplicação do voo espacial antecipado.